# سد میدل لیتابا
سد میدل لیتابا (به لاتین: Middle Letaba Dam) یک سد در آفریقای جنوبی است که در لیمپوپو واقع شده‌است.